# Honduras na Letnich Igrzyskach Olimpijskich 2004
Honduras na Letnich Igrzyskach Olimpijskich 2004 reprezentowało 5 sportowców.

## Skład kadry

### Judo
Mężczyźni:
- Luis Alonso Morán - kategoria do 100 kg - przegrana w rundzie Last 32

### Lekkoatletyka
Mężczyźni:
- Jonni Lowe - bieg na 400 m - Runda 1: 48.06

### Pływanie
- Ana Galindo
- Roy Barahona

### Tenis stołowy
- Izza Medina